# David Pindur
David Pindur (ur. 5 czerwca 1981) – czeski historyk, zajmujący dziejami kościelnymi Moraw i Śląska we wczesnej epoce nowożytnej. Pracownik Muzeum Těšínska w Czeskim Cieszynie.

## Publikacje
- Těšínsko za vlády piastovského knížete Kazimíra II. (1477-1528). Práce a studie Muzea Beskyd 14, 2004, s. 1-93.
- Historický a správní vývoj katolické církve ve Frýdecku v raném novověku. Studia Comeniana et historica, 35, 2005, č. 73-74, s. 48-73.
- Poutní tradice na Frýdecku v pozdním baroku. Těšínsko, roč. 49, č. 3 (2006), s. 1-8.
- Lidové modlitby za nalezení pokladů z Jablunkova. Vlastivědné listy, 32, 2006, č. 2, s. 12-13
- Zděný kostel sv. Jana Křtitele v Pavlovicích jako výraz sebeprezentace šlechty v raném novověku. Časopis Slezského zemského muzea. Série B. Vědy historické. Roč. 56, č. 1 (2007), s. 1-11. (wspólnie z Janem Al Sahebem)
- Případ „apostaty“ Adama Myšky z Jablunkova. Sborník SOkA Frýdek-Místek, sv. 8, 2007, s. 69-86.
- Czeskie wpływy kulturowe i językowe na Śląsku Cieszyńskim w okresie od XIV do końca XVIII wieku. In: Śląsk Cieszyński. Český Těšín, 2008, s. 20-43.
- Počátky kostela Všech svatých v Místku. Sonda do života severomoravské farnosti v období baroka (Frýdek-Místek 2009)
- Książę czasów przełomu. Kazimierz II cieszyński (1450-1528) i jego władztwo (Wrocław 2010)
- Bazilika Navštívení Panny Marie ve Frýdku. Bazylika Nawiedzenia Marii Panny we Frydku (Český Těšín 2011)
- Z dějin farnosti Dobratice (Dobratice 2012)
- Kostel Božího těla v Gutech (Střítež - Guty 2012)
- Dějiny evangelíků na Těšínsku od reformace do tolerance (Český Těšín 2020; wspólnie z Stanislavem Piętakiem i Danielem Spratkiem)